# آرینرا
آرینرا اتوموتیو (به انگلیسی: Arrinera Automotive) یک خودروساز لهستانی است که توسط برادران تام کیویچ در سال ۲۰۰۸ در ورشو تأسیس شد.